# 덕계초등학교 (경기)
덕계초등학교는 대한민국 경기도 양주시에 있는 공립 초등학교이다.

## 학교 연혁3
- 2004.09.01 양주덕산초등학교에서 분리
- 2004.09.01 덕계초등학교 10학급 개교
- 2004.09.01 덕계초등학교 병설유치원 1학급 개원
- 2004.09.01 초대 김영한 교장 취임
- 2004.10.01 11학급 편성
- 2005.03.01 14학급 편성
- 2006.03.01 15학급 편성, 특수 1학급 신설
- 2006.09.01 16학급 편성
- 2007.03.01 19학급 편성
- 2008.03.01 20학급 편성
- 2009.03.01 21학급 편성(특수 1학급 포함)
- 2010.02.19 제5회 졸업(졸업생 계 434명)
- 2010.03.01 제2대 채기송 교장 취임
- 2010.03.01 21학급 편성(특수 1학급 포함)
- 2011.02.16 제6회 졸업(졸업생 계 537명)
- 2011.03.01 22학급 편성(특수 2학급 포함)
- 2012.02.16 제7회 졸업(졸업생 계 656명)
- 2012.03.01 22학급 편성(특수 2학급 포함)
- 2013.02.15 제8회 졸업(졸업생 계 782명)
- 2013.03.01 21학급 편성(특수 1학급 포함)
- 2014.02.14 제9회 졸업(졸업생 계  874명)
- 2014.03.01 제3대 최갑임 교장 취임
- 2014.03.01 23학급 편성(특수 2학급 포함)
- 2015.03.01 19학급 편성(특수 2학급 포함)